# ハインリヒ51世 (ロイス＝エーベルスドルフ侯)
ハインリヒ51世（Heinrich LI. Fürst Reuß zu Ebersdorf, 1761年5月16日 - 1822年7月10日）は、ドイツ・テューリンゲン地方の小諸侯。ロイス＝エーベルスドルフ伯（在位：1779年 - 1806年）、侯（在位：1806年 - 1822年）。

## 生涯
ロイス＝エーベルスドルフ伯ハインリヒ24世と妻の伯爵令嬢カロリーネ・エルネスティーネ・ツー・エアバッハ＝シェーンベルクの間の第4子、次男。1779年父の死で伯爵家の家督継承。1806年4月9日ロイス＝エーベルスドルフ侯に昇格した。1807年ライン連邦に、1815年ドイツ連邦に自領を加盟させた。
1791年8月16日、ザクセン選帝侯領の宰相を務めたゴットヘルフ・アドルフ・フォン・ホイム伯爵の一人娘で女子相続者のルイーゼ・ヘンリエッテ（1772年 - 1832年）と結婚し、間に3人の子をもうけた。長女カロリーネ（1792年 - 1857年、独身を通した）、長男ハインリヒ72世（1797年 - 1853年）、次女アーデルハイト（1800年 - 1880年、弟系ロイス侯ハインリヒ67世に嫁ぐ）である。